# Cotoneaster floridus
Cotoneaster floridus är en tvåhjärtbladig växtart som beskrevs av Jeanette Fryer och B.Hylm”. Cotoneaster floridus ingår i släktet oxbär och familjen rosväxter. Inga underarter finns listade i Catalogue of Life.